# البدائع، عربستان
البدائع (به عربی: محافظة البدائع) یک منطقهٔ مسکونی در عربستان سعودی است که در استان قصیم واقع شده‌است.